# Logotip antifeixista
El logotip antifeixista, expressat com a logotip però sovint també integrat com a bandera, és un símbol que representa els valors de l'antifeixisme i del rebuig polític contra l'autoritarisme, que pot incloure o no la vinculació ideològica a l'anarquisme i al marxisme. Originalment fou concebut a Alemanya en la dècada de 1930 per a reivindicar el socialisme i el comunisme, malgrat que no tenia la pretensió de fer front al creixement del nazisme.

## Història i disseny

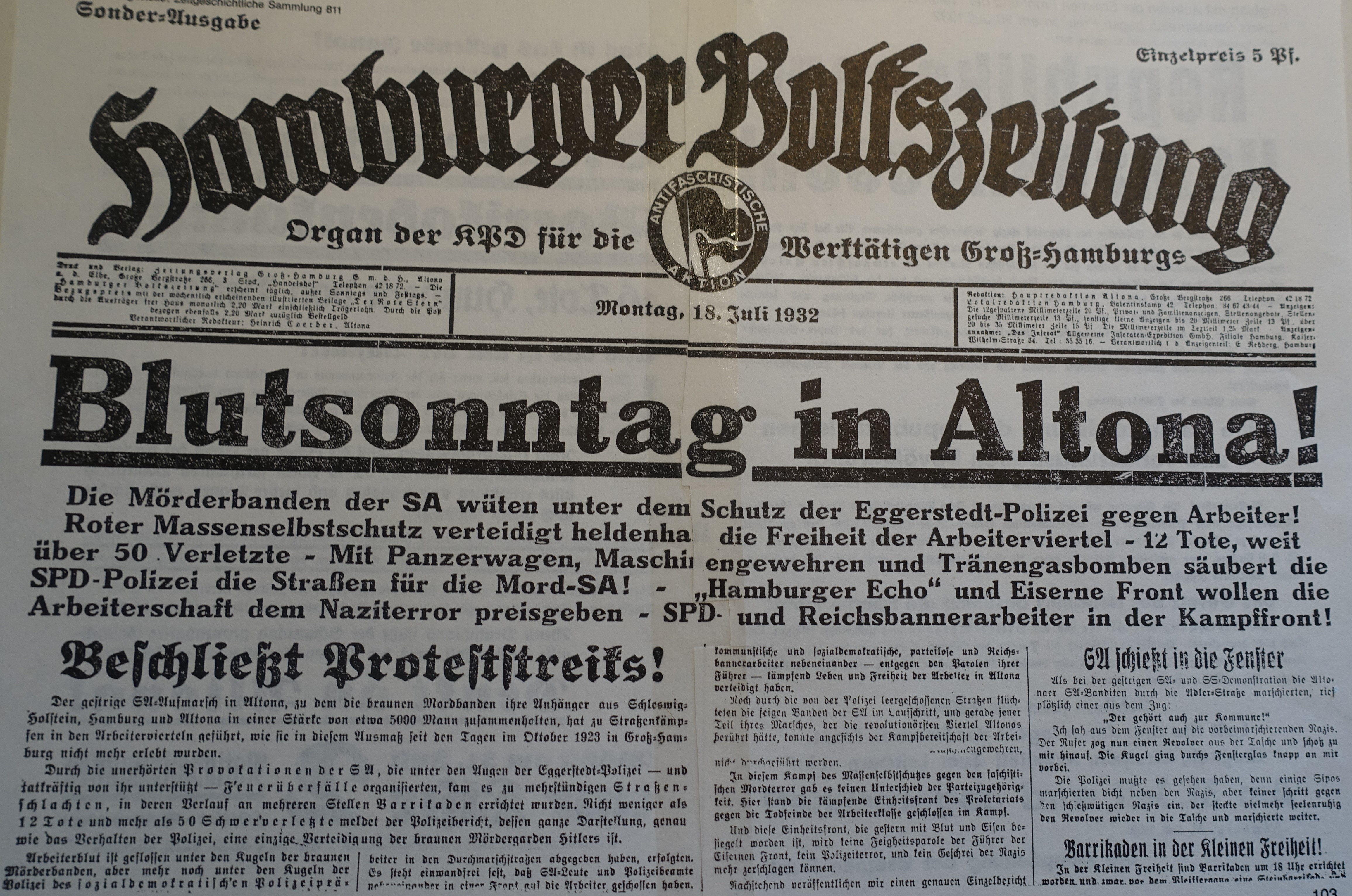
Aparició del logotip antifeixista original al diari comunista alemany Hamburger Volkszeitung (1932).

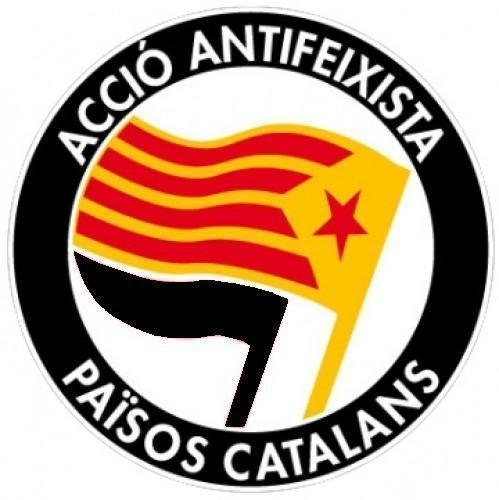
Variació del logotip de la bandera antifeixista, que inclou la reivindicació d'alliberament nacional dels Països Catalans.

El logotip antifeixista inicial fou dissenyat a l'inici dels anys trenta del segle xx per l'organització alemanya Antifaschistische Aktion (traduït al català com a «Acció Antifeixista»), que pertanyia al sector militaritzat del Partit Comunista d'Alemanya (KPD) i que és considerat el primer grup de la història amb aquesta denominació explícita contra el feixisme. La simbologia oficial consistia en dues banderes roges superposades en representació del socialisme i el comunisme que professava aquest grup. Fou dissenyat per Max Gebhard i Max Keilson, membres de l'Assoziation revolutionärer bildender Künstler (traduït al català com a «Associació d'Artistes Visuals Revolucionaris»). En aquell moment, l'ensenya pretenia catalitzar la lluita per un poder d'esquerres, però no pas lluitar contra el feixisme o el nazisme —puix que en aquell moment l'auge del nacionalsocialisme d'Adolf Hitler no era vist com un perill o amenaça directe per Antifaschistische Aktion.
Actualment el disseny més habitual consisteix en dues banderes, una negra i una altra roja, superposades habitualment d'esquerra a dreta i emmarcades dins d'un cercle. La distribució de colors d'aquestes dues banderes interiors depèn de l'organització o del moviment social que n'enarbora el símbol —fins i tot essent ambdues negres o recuperant les dues ensenyes roges d'Antifaschistische Aktion. Tanmateix, avui dia i des d'ençà de finals de la dècada de 1980, el logotip apareix combinat i remesclat en els diferents corrents del moviment internacional Acció Antifeixista i amb altres reivindicacions d'alliberament nacional o causes socials tals com el feminisme, l'antiracisme i els drets LGTBI.